# Edisons 1963

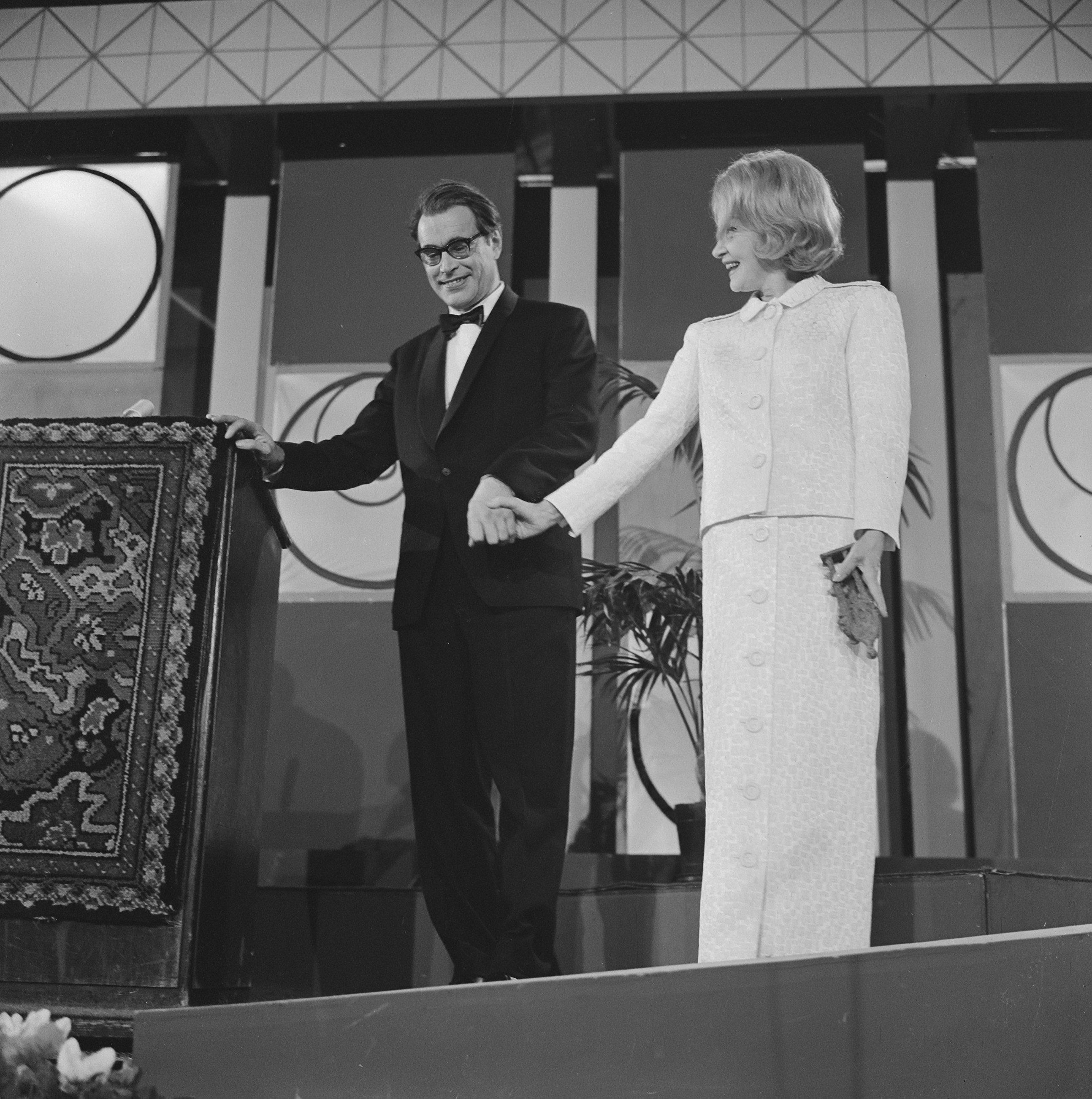
Godfried Bomans & Marlene Dietrich

De uitreiking van de Edisons van 1963 vond traditiegetrouw plaats tijdens het Grand Gala du Disque, dat op zaterdag 12 oktober 1963 in het Kurhaus in Scheveningen werd gehouden. Het werd gepresenteerd door Karin Kraaykamp en Willem Duys, terwijl de uitreiking van de Edisons werd gedaan door Godfried Bomans.
Van alle Grand Gala's wordt dit beschouwd als het meest roemruchte, door onder meer een optreden van Bomans. Zijn opmerking "Had mijn vrouw maar één zo'n been" over Marlene Dietrich is een van zijn bekendste uitspraken geworden.

## Optredens
Het Grand Gala du Disque was inmiddels uitgegroeid tot een van de meest bekeken amusementsproducties op televisie. Producer Willem Duys, die in opdracht van de gezamenlijke Nederlandse platenindustrie werkte, had er opnieuw voor gezorgd dat er een bonte stoet van binnen- en buitenlandse artiesten acte de présence kwam geven.
Onder de bekende artiesten die optraden waren Marlene Dietrich, Wim Sonneveld - die voor het eerst optrad als Frater Venantius - Francoise Hardy, The Jumping Jewels uit Den Haag, Petula Clark, Trini Lopez en Sarah Vaughan. De laatste zat in de zaal en werd zogenaamd spontaan door Duys op het podium gehaald om een paar liedjes te zingen. In werkelijkheid stond dit "verrassingsoptreden" al in de draaiboeken vermeld.
Wim Kan trad als eerste op, maar hij had geëist dat zijn conference niet op tv zou worden uitgezonden.

## Controverse

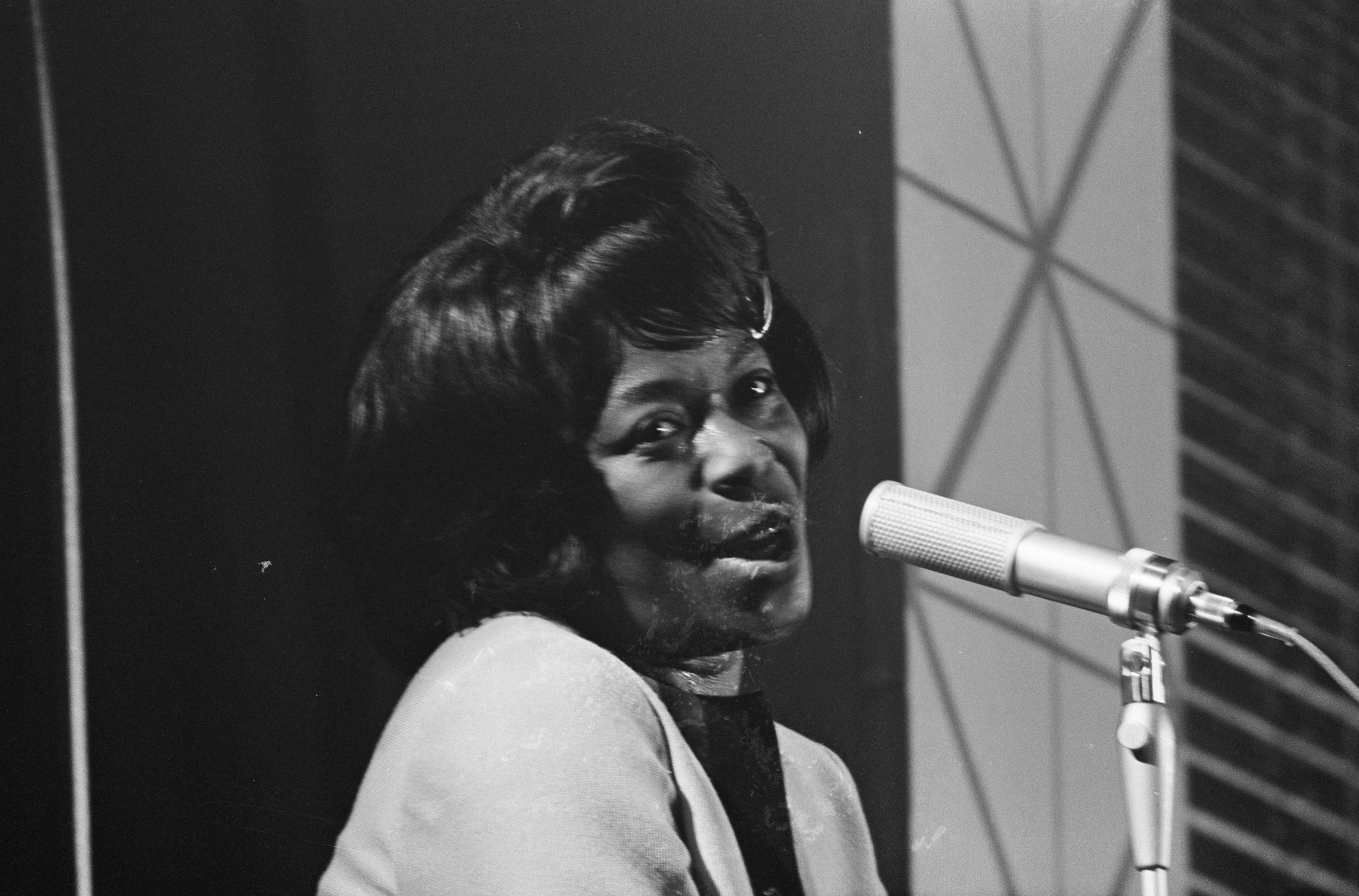
Sarah Vaughan

## The Beatles
Het had niet veel gescheeld of The Beatles hadden tijdens dit Grand Gala hun Nederlandse tv-debuut gemaakt. Willem Duys had het aanbod gekregen om de groep voor slechts 1500 gulden naar Scheveningen te halen, maar hij zag daar van af nadat hij een paar nummers van ze had beluisterd. "Financieel was er geen bezwaar, maar ik zag hun zang gewoon niet zitten", zei hij later. Zodoende werden niet The Beatles, maar de Zweedse beatband The Spotnicks uitgenodigd om tijdens het Grand Gala op te treden. Het zou daarna nog bijna driekwart jaar duren voordat The Beatles naar Nederland kwamen, in juni 1964.
Dat Duys The Beatles niet contracteerde is achteraf misschien vreemd, maar in het najaar van 1963 was de groep nog nauwelijks bekend in Nederland. Er waren nog maar drie singles uitgebracht (Love Me Do, Please Please Me en From Me To You), maar die waren geen van drie een hit geweest in Nederland. De doorbraak kwam pas eind 1963, toen She Loves You de eerste Nederlandse hitnotering voor The Beatles in Nederland betekende.

## Winnaars
Internationaal
- Vocaal: Marlène Dietrich
- Jazz: Duke Ellington
- Franse chanson: Charles Aznavour
- Teenagermuziek: Francoise Hardy

Nationaal

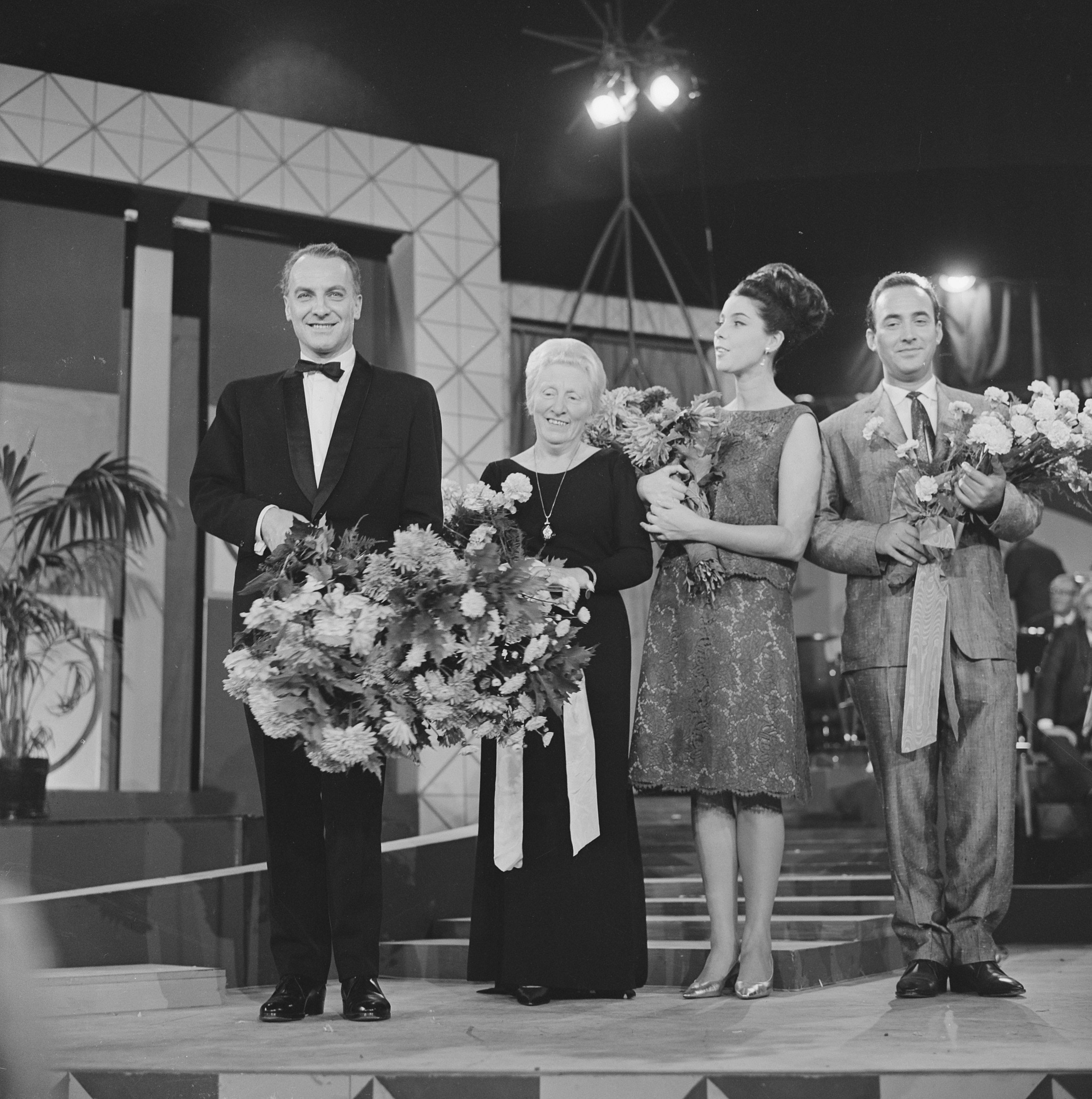
Grand Gala du Disque populaire (1963).
V.l.n.r. Sonneveld, Van Alphen, Brokken en Jan Morks

- Vocaal: Corry Brokken voor Mijn ideaal
- Instrumentaal: Dutch Swing College Band
- Jazz: Jan Morks Kwintet voor Carolina Shout
- Cabaret: Wim Sonneveld voor Doe 'ns wat, mijnheer Sonneveld
- Jeugd: Paula van Alphen voor Kolderliedjes (van Toon Hermans)

Peter Schilperoort, de leider van de Dutch Swing College Band, weigerde de Edison in ontvangst te nemen omdat hij vond dat zijn band in de jazzcategorie onderscheiden had moeten worden, en niet in de categorie instrumentaal. Hij bood tijdens de uitzending zijn beeldje aan Godfried Bomans aan.
1960 · 1961 · 1962 · 1963 · 1964 · 1965 · 1966 · 1967 · 1968 · 1969 · 1970 · 1971 · 1972 · 1973 · 1974 · 1975 · 1976 · 1977 · 1978 · 1979 · 1980 · 1981 · 1982 · 1983 · 1984 · 1985 · 1986 · 1987 · 1988 · 1989 · 1990 · 1991 · 1992 · 1993 · 1994 · 1995 · 1996 · 1997 · 1998 · 1999 · 2000 · 2001 · 2002 · 2003 · 2004 · 2005 · 2006 · 2007 · 2008 · 2009 · 2010 · 2011 · 2012 · 2013 · 2014 · 2015 · 2016 · 2017 · 2018 · 2019 · 2020 · 2021 · 2022 · 2023 · 2024